# Marcela Guerrero Campos
Marcela Guerrero Campos là phó thứ tư từ San José cho hội nghị 2014-2018. Guerrero là thành viên của Đảng Hành động của Công dân (PAC cho tên viết tắt tiếng Tây Ban Nha) và từng là Phó Chủ tịch của họ.
Guerrero có bằng cử nhân khoa học chính trị tại Đại học Costa Rica và bằng thạc sĩ về phát triển kinh tế của Đại học Quốc gia Costa Rica.
Bà là trợ lý lập pháp cho Juan Carlos Mendoza García từ 2002 đến 2006.
Bà được bổ nhiệm làm phó chủ tịch Hội đồng Lập pháp vào ngày 1 tháng 5 năm 2014. Guerrero ủng hộ các nỗ lực của công đoàn ở Costa Rica.